# Seznam slovenskih harmonikarjev
Seznam slovenskih harmonikarjev.

## A
Vital Ahačič - Viki Ašič - Sašo Avsenik - Slavko Avsenik - Darko Atelšek -

## B
Matjaž Balažic - Luka Barbič - Marcela Barle - Rudi Bardorfer - Gašper Belaj - Janez Beličič - Bratko Bibič - Jože Bohorč - Tomaž Boškin - Tjaša Božič - Marko Brdnik - Simon Bučar - Henrik Burkat - Jože Burnik -

## C
Tristan Cernatič - Tomaž Cilenšek - Dominik Cvitanič

## Č
Siniša Čeh - Dejan Čelik - Gregor Čuk - Nejc Čebokli

## D
Franc Delčnjak - Miha Debevec - Urban Debevec - Janez Dovč -

## Đ
Hazemina Đonlić -

## F
Albin Fakin (1898-1979) - Mirko Ferlan - Peter Fink - Domen Finžgar - Franc Flere - Boris Frank (1934-1999) - Andraž Frece - Rok Frelih (1994) - Klavdij Furlan - Lojze Furlan - Lara Fortunat

## G
Viljem Gergolet - Primož Gnidovec - Robert Goter - Andrej Gropajc - Janez Goršič - Tomaž Guček - Alojz Grnjak - Gregor Gramc - Nejc Grm - Danaja Grebenc

## H
Igor Habbe - Marko Hatlak - Amadej Herzog - Tomaž Hribar

## I
Aleksander Ipavec - Toni Iskra - Drago Ivanuša -

## J
Mitja Jeršič - Luka Juhart -

## K
Jože Kampič - Nejc Kavcl - Edi Klasinc - Miro Klinc - Andraž Kovačič - Matej Kovačič - Primož Kranjc - Dominik Krt - Bojan Kuder - Matjaž Končan - Izidor Kokovnik - Jože Kreže - Maks Kumer - Pavel Kosec - Brane Klavžar - Anže Krevh - Franci Kušar - Matej Kušar - Dejan Kušer - Luka Kolar - Luka Krebs - Klemen Kotnik

## L
Gašper Lah -  Zvone Lah - Klemen Leben (akordeonist) - Žan Legat - Ludvik Lesjak - Tine Lesjak - Luka Leskovec - Andrej Lorber - Zoran Lupinc

## M
Andraž Malgaj - Marko Manin - Marsell Marinšek - Vili Marinšek - Vlado Matkovič - Franc Mihelič - Monika Mlinar - Borut Mori - Roland Mahnič

## N
Miljutin Negode - Denis Novato -

## O
Tone Omahna - Monika Osojnik - Walter Ostanek (Kanada)

## P
Nejc Pačnik - Primož Parovel - Darko Pirc - Igor Podpečan - Niko Poles - Tina Poljanšek - Vili Petrič - Mateja Prem Kolar - Gašper Primožič - Uroš Primožič -

## R
Ciril Rakuša - Corrado Rojac - Tomaž Rožanec - Cristian Radivo - Klemen Rošer - Janez Repnik - Gorazd Rakovec

## S
Boštjan Sedmak - Edi Semeja - Branko (Brane) Sladič -  Lojze Slak - Robert Smolnikar - Toni Sotošek - Ernö Sebastian -  Ciril Skebe - Matija Solce - Avgust Stanko - Milan Stante (1916-2016)

## Š
Franci Šarabon - Franc Šegovc - Rok Šinkovec - Janez Škof - Mirko Šlibar -  Matic Štavar - Zmago Štih - Rok Švab - Boris Šegula -

## T
Saša Tabaković - Jure Tori - Igor I. Tomažič - Andrej Toplišek - Žan Trobas

## U
Teja Udovič Kovačič

## V
Toni Verderber - Tamara Vandur - Žan Vodeb - Tina Vrhovnik - Branko Vrbančič

## Y
Frankie Yankovic (Ameriški Slovenec)

## Z
Rihard "Riki" Zadravec - Borut Zagoranski - Niko Zajc - Primož "Ufo" Zajšek - Igor Zobin - Žiga Zore - Primož Zvir - Robert Zupan - Aleks Zelenik

## Ž
Franc Žerdoner - Franc Žibert - Luka Žitnik - Rok Žlindra